# Feketehasú kígyónyakúmadár
A feketehasú kígyónyakúmadár, vagy ázsiai kígyónyakúmadár (Anhinga melanogaster) a madarak (Aves) osztályának szulaalakúak (Suliformes) rendjébe, ezen belül a kígyónyakúmadár-félék (Anhingidae) családjába tartozó faj.

## Előfordulása
Banglades, Brunei, Kambodzsa, India, Indonézia, Laosz, Mianmar, Nepál, Pakisztán, Fülöp-szigetek, Srí Lanka, Kelet-Timor és Vietnám területén honos.

## Alfajai
- Anhinga melanogaster melanogaster
- Anhinga melanogaster vulsini

|  |  |

## Szaporodása
Fészekalja 3-6 tojásból áll.